# 王重陽

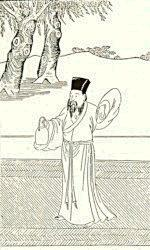
王重陽

王 重陽（おう ちょうよう、繁体字: 王重陽; 簡体字: 王重阳; 拼音: Wáng Chóngyáng; 粤拼: wong4 cung4 joeng4、北宋・政和2年12月22日（1113年1月11日） - 金・大定10年1月4日（1170年1月22日））は、道教の一派の全真教の開祖である。日本語読みを「じゅうよう」とする事典類も多いが、その語義よりすれば、「ちょうよう」と読むのが意にかなっている。

## 生涯
京兆府咸陽県の出身。もとの名は中孚（ちゅうふ）、字を允卿（いんけい）としたが、後に嚞（哲の異体字）、字を智明と改名する。道号の重陽で呼ばれるのが一般的である。
咸陽県の農家の三男に生まれ、幼くして儒学の勉強を始めて学問を重ねたが科挙を受けることが叶わなかった。そのため武官として勇躍しようと考え金朝治下の天眷3年（1140年）頃、武挙を受け合格する。しかし、咸陽郊外の甘河という辺境の酒税監（酒税徴収の監督官）にしか任じられなかったため、失意のうちに辞職し、身を持ち崩し「王害風」と呼ばれるような酒に耽る毎日を送るようになった。
正隆4年（1159年）6月16日、48歳のとき、突然の転機が訪れ、「甘河の偶仙」と呼ばれる神仙との神秘的邂逅によって道士となった。この時、王重陽が出会った「一先生」は、呂純陽の化身であると解釈されている。正隆5年（1160年）にも醴泉で再度遭遇したことで、王重陽は、回心の決意をかため、妻子を捨てるに至る。そして酒をぴたりと止め、厳しい修行の生活に入った。
大定元年（1161年）には、南時村に「活死人」の墓と名付けた深さ4ｍもの穴を掘り、そこで修行を続けること二年半に及んだ。そしてついに本来の真性を得て道を悟り、金丹が成った。この場所には、彼の没後、元の憲宗2年（1252年）に、重陽成道宮という道観が建立されている。大定3年（1163年）には、活死人の墓を埋めた王重陽は、劉蔣村近郊に粗末な庵を結び、修行と教化を開始したが、王重陽を知る郷人は相変わらず「害風」扱いをして受け入れることはなかった。そして、常に大きなふくべを背負い、歌を口ずさみながら、またその歌中に「塵外の句」を交えて、諸処を経巡り、道士や僧と誰彼なく教えを交わせること、三年半に及んだ。

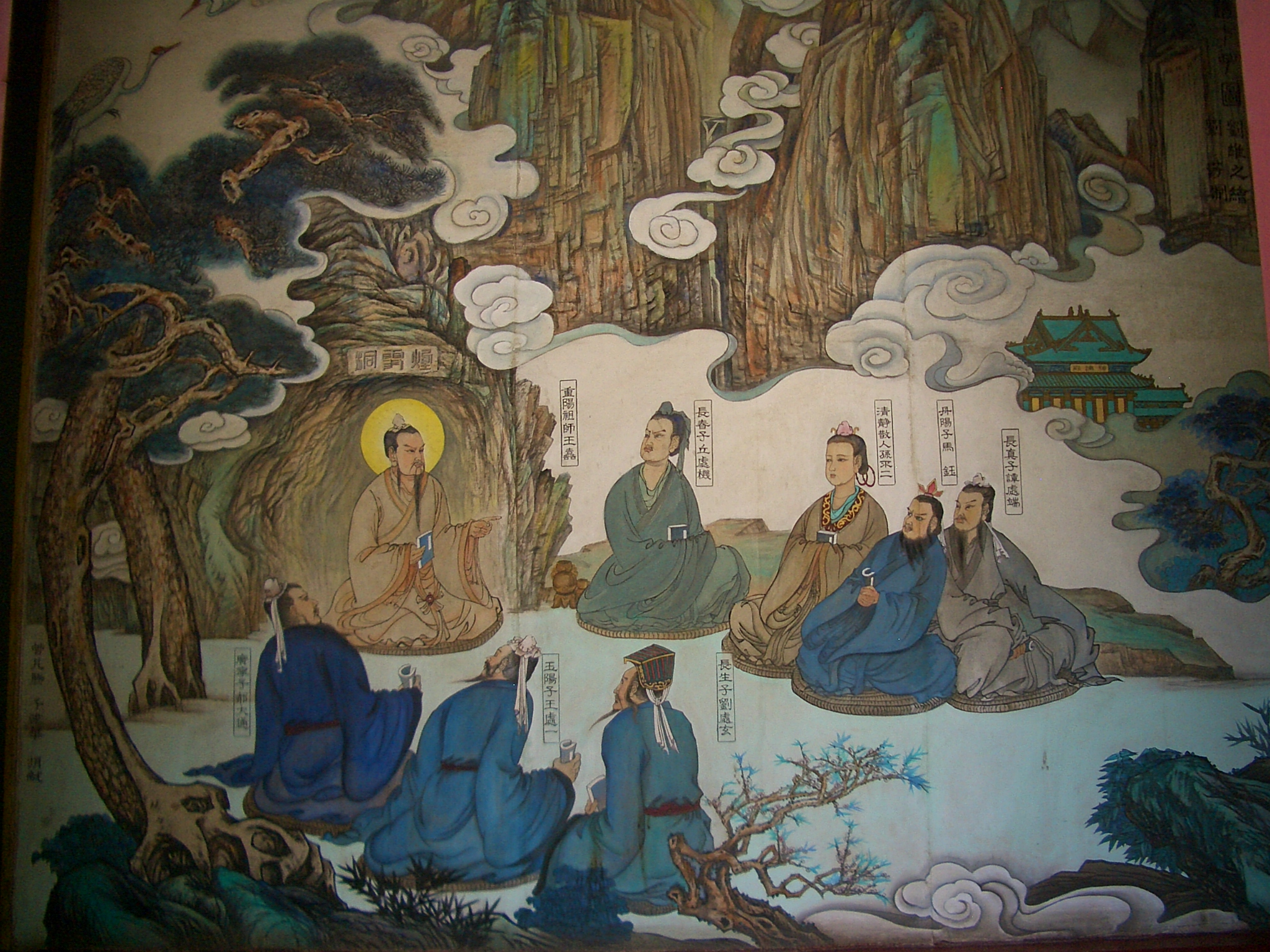
王重陽と七真人

大定7年（1167年）4月26日、王重陽は突如として自分で劉蔣村の庵を焼いた。のちの弟子たちはこの庵を全真教発祥の場所と考え「祖庭」と呼ぶ。翌日、王重陽は不退転の決意でひとり山東地方を目指して旅立った。ここで初めて、諱を嚞と改め、字を智明、道号を重陽子とした。その年の秋には、山東地方に現れる。閏7月18日、馬丹陽（馬鈺）に出会い、入門させる。この時、馬丹陽が提供した庵の名が「全真」であった所から、全真教の名が起こったという。馬丹陽を弟子としたことが契機となり、入門を願う人々が「雲集」したが、のちに高弟となる丘長春（丘処機）・譚長真（譚処端）・郝広寧（郝璘）・王玉陽（王処一）の四人しか弟子を取らなかったという。
大定8年（1168年）2月、王重陽は弟子を連れて寧海州の煙霞洞にこもり厳しく弟子を教導した。6カ月に亘る修行ののち、8月に文登県で活動を始めて「三教七宝会」という一般に向けた組織をつくることに成功した。教えの評判の高さにより大定9年（1169年）には牟平県で「三教金蓮会」を組織し、その前後に馬丹陽の妻の孫不二が弟子となった。その後「三教三光会・三教玉華会・三教平等会」をつくり、三教七宝会からわずか14カ月で山東地方に五つの会を組織して一般に受け入れられた。この頃に掖県で劉長生（劉処玄）が弟子に加わり、馬丹陽以下の七人の高弟が揃い、のちに「七真人（全真七子）」と呼ばれた。
大定9年（1169年）10月、王重陽は、故郷の咸陽県への帰路にたつも、帰途の汴京（開封）で高弟に最後の厳しい教導をしたのち、大定10年（1170年）正月4日、58歳で没した。晩年の三年の短い期間に全真教の将来の路線は定められた。

## 著作
- 『重陽全眞集』
- 『重陽敎化集』
- 『重陽十五論』
- 『重陽授丹陽廿四訣』

## 伝記資料
- 『終南山神仙重陽眞人全眞敎祖碑』
- 『終南山重陽祖師仙跡記』
- 『重陽眞人碑』（元好問撰）
- 『終南山祖庭仙眞内傳』
- 『金蓮正宗記』
- 『金蓮正宗仙源像傳』
- 『歴世眞仙體道通鑑續編』

## フィクション
金庸の武俠小説『射鵰英雄伝』で、全真教の開祖のほか、武術の達人として描かれている。第一次「華山論剣」で天下一となり「中神通」と呼ばれた。物語中ではすでに故人となっている。
弟子の丘長春（丘処機）も武術の達人として登場する。